# Синове Макоди Лунд
Синове Макоди Лунд (норв. Synnøve Macody Lund; Сторд, Вестланд, 24. мај 1976), норвешка је глумица, филмска критичарка и модел. Лунд је дебитовала у играном филму Ловци на главе, који је објављен 2011. године, по роману норвешког писца Ју Несбеа.
Од 2020. појављује се у Нетфликс серији Рагнарок из 2020. и Скај ТВ серији Ривијера из 2020.